# Черретти, Бонавентура
Бонавентура Черретти (итал. Bonaventura Cerretti; 17 июня 1872, Орвието, королевство Италия — 8 мая 1933, Рим, королевство Италия) — итальянский куриальный кардинал и ватиканский дипломат. Титулярный архиепископ Филиппополи ди Трача с 15 апреля по 10 мая 1914. Титулярный архиепископ Коринфа с 10 мая 1914 по 14 декабря 1925. Апостольский делегат в Австралии и Новой Зеландии с 5 октября 1914 по 6 мая 1917. Секретарь Священной Конгрегации чрезвычайных церковных дел с 6 мая 1917 по 20 мая 1921. Апостольский нунций во Франции с 20 мая 1921 по 23 июня 1926. Архипресвитер патриаршей Либерийской базилики с 16 июля 1930 по 8 мая 1933. Префект Верховного Трибунала Апостольской Сигнатуры с 12 октября 1931 по 8 мая 1933. Камерленго Священной Коллегии Кардиналов с 13 марта по 8 мая 1933 года. Кардинал-священник с 14 декабря 1925 года, с титулом церкви Санта-Чечилия с 24 июня 1926 года по 13 марта 1933 года. Кардинал-епископ Веллетри с 13 марта 1933 года.
Секретарём Апостольской нунциатуры в Париже при Черетти с 1921 года служил русский священник, будущий архиепископ Российской грекокатолической церкви Александр Евреинов.